# Вайда (рід)
Ва́йда (Isatis) — рід квіткових рослин родини капустяних (Brassicaceae). Види роду ростуть у країнах Європи (крім півночі), Африки, Азії (крім півдня й південного сходу); вайда фарбувальна інтродукована до Північної та Південної Америк, на північ Європи, на схід Азії. Це рослини сухих, піщаних та кам'янистих місць. Вайда фарбувальна — це рослина, яку культивують як барвник з часів залізного віку. Використовуючи ферментоване листя цього виду, тканини фарбували в індиго.

## Ботанічний опис
Види вайди — однорічні, дворічні або багаторічні трав'янисті рослини, гіллясті, зазвичай голі, крім стручків. Прикореневе листя зазвичай еліптично-довгасте, на ніжці чи сидяче; стеблове листя сидяче, зазвичай цілокрає. Суцвіття китицеподібні або волотисті. Квітки дрібні, від жовтих до білуватих або бузково-білих; квітконіжка ниткоподібна, часто відігнута при плодах. Чашолистки майже випростані, майже рівні. Пелюстки від трохи до приблизно вдвічі довші за чашолистки, довгасто-оберненояйцеподібні із заокругленою верхівкою. Тичинок 6. Зав'язь довгаста, еліптична або яйцеподібна, сплющена, одногніздова з 1–2 висячими насіннєвими зачатками. Плід — стручечок; насінина зазвичай 1, довгаста, коричнева.

## Назва
Назва вайда є запозиченням з німецької мови, споріднене з лат. vitrum — «блакитна фарба; скло». Латинська назва Isatis походить від дав.-гр. ἰσάτις — «Isatis tinctoria».

## Види
Є приблизно 90 видів вайди, в Україні зростає 6 видів (виділені жирним шрифтом):
- Isatis aucheri Boiss.
- Isatis boissieriana Rchb.f.
- Isatis brevipes (Bunge) Jafri
- Isatis buschiana Schischk.
- Isatis cappadocica Desv. (Syn.: Isatis steveniana Trautv.)
- Isatis costata C.A.Mey. вайда ребриста
- Isatis djurdjurae Coss. & Durieu
- Isatis emarginata Kar. & Kir.
- Isatis erzurumica P.H.Davis
- Isatis gaubae Bornm.
- Isatis glauca Aucher ex Boiss.
- Isatis harsukhii O.E.Schulz
- Isatis iberica Steven
- Isatis kotschyana Boiss. & Hohen.
- Isatis lusitanica L. (Syn.: Isatis aleppica Scop.)
- Isatis littoralis Stev. ex DC. — вайда узбережна
- Isatis minima Bunge
- Isatis multicaulis (Kar.& Kir.) Jafri
- Isatis praecox Kit. ex Tratt. — вайда рання
- Isatis stocksii Boiss.
- Isatis taurica Bieb. — вайда кримська
- Isatis tinctoria L. (Syn.: Isatis campestris Stev. ex DC., Isatis villarsii Gaudin) — вайда фарбувальна
- Isatis tomentella Boiss. — вайда повстиста
- Isatis violascens Bunge